# KS X 1003
KS X 1003은 한국 산업 규격으로 지정된 로마자 문자 집합으로, 정식 명칭은 "정보 교환용 부호 (로마 문자)"이며 옛 이름은 KS C 5636이다. 1998년에 제정되었으며 최신판은 2003년에 개정된 KS X 1003:2003이다. 이 문자 집합은 ASCII 및 ISO/IEC 646에 기반한 7비트 문자 집합이다.
이 문자 집합은 ASCII와 거의 동일하며, 역슬래시(0x5C) 자리에 원화 기호(₩, U+20A9)가 들어 있는 것만 다르다. (이는 JIS X 0201과 비슷하다.) 그러나 실제로는 대부분의 시스템이 ASCII와의 호환성을 위해 원화 기호를 그냥 역슬래시로 처리하고 있으며, 따라서 실질적으로는 KS X 1003과 ASCII를 똑같이 처리해도 별다른 문제가 없다.

## 같이 보기
- KS X 1002 - KS X 1001의 보조 문자 집합
- KS X 1001 - 한국 산업 규격의 한글 문자 집합